# Édouard Petit (éducation)
Pour les articles homonymes, voir Petit et Édouard Petit.
Édouard Petit, né le 17 mars 1858 à Marseille et mort le 19 février 1917 à Perpignan, est un inspecteur général de l'instruction publique, pédagogue, historien et sociologue de l'Éducation nationale.

## Biographie
Édouard Petit est élève au lycée Thiers de Marseille de 1872 à 1877. Très bon élève, il obtient un prix d'honneur en philosophie. Il poursuit ses études en obtenant un doctorat ès lettres, et est professeur au lycée Janson-de-Sailly de 1895 à 1897.
Édouard Petit est un sociologue convaincu des vertus de l'instruction publique pour l'ensemble de la population qu'elle soit jeune ou adulte. Il partagea les idées d'Eugène Pelletan qui fut un théoricien du progrès indéfini et continu, dans la continuité de Condorcet. Passionné par l'histoire et la littérature, il se consacra à l'écriture sur des sujets transversaux concernant des personnages historiques (Sully, Gambetta, Jean Macé, etc.), des fonctions éducatives et des thèmes pédagogiques sous forme de vulgarisation scientifique. Il rédigea des rapports sur l'éducation populaire, ainsi que des ouvrages de références sur l'éducation en général. Il participa également par ses contributions au dictionnaire encyclopédique Quillet ainsi qu'à la réalisation d'un certain nombre de manuels scolaires.
En 1902, lorsque la Fédération nationale de la mutualité française est constituée, Jean-Cyrille Cavé et Édouard Petit figurèrent parmi les vice-présidents. Édouard Petit fut également président de l'Union nationale des Mutualités scolaires.
En 1908, il est le rapporteur général du congrès international de l'éducation populaire, organisé par la Ligue française de l'enseignement, et qui se déroula à la Sorbonne du 1er au 4 octobre 1908. Ce congrès international a réuni les délégués de vingt nations. 7 000 mandats ont été représentés par plus de 2 000 congressistes qui ont suivi les séances.

## Publications
- 1883 : Étienne Marcel ou la Bourgeoisie parisienne au XIVe siècle : 1356-1358, éditions A. Degorce-Cadot, 1883
- 1885 : Sully, éditions Librairie générale de vulgarisation, 1885
- 1885 : François Dupleix, (Joseph François Dupleix), éditions A. Degorce-Cadot, 1885
- 1889 : Eugène Pelletan, 1813-1884 : "l’homme et l’œuvre" d'après des documents inédits, éditions Quillet, 1889
- 1889 : François Mignet (François-Auguste Mignet), éditions Parrin, 1889
- 1890 : Alentour de l'école, les parents, les maîtres et les élèves par Édouard Petit et Jules Simon éditions M. Dreyfous, 1890
- 1892 : Morceaux choisis du moyen âge au XVIIIe siècle, par Édouard Petit et F. Lhomme, éditions P. Delaplane, 1892
- 1892 : Recueil de morceaux choisis des prosateurs du XIXe siècle, éditions Quantin, 1892
- 1892 : La Composition française aux examens du baccalauréat de l'enseignement secondaire moderne, par F. Lhomme, Édouard Petit, éditions Librairie Nony et Cie 1892
- 1894 : De l'école… au régiment : quelques mots sur l'éducation des adultes et l'instruction populaire Édouard Petit, Ferdinand Buisson, Jean Macé éditions E. Dentu 1894
- 1895 : Services pénitentiaires, Domanilité, Travaux publics, Moyens de communication, Justice, Instruction publique, Cultes, Régime commercial, etc., éditions Berger-Levrault, 1895
- 1895 : Les mémoires d'un instituteur français Noël Vauclin, Édouard Petit 1896 (d'après le récit de Noël Vauclin Les Mémoires d'un instituteur français de 1839), éditions A. Picard et Kaan, 1895
- 1896 : La Composition française aux examens du Baccalauréat de l'enseignement secondaire moderne, aux examens de l'enseignement secondaire de jeunes filles et aux concours d'admission aux écoles spéciales, Édouard Petit et F. Lhomme, éditions Librairie Nony et Cie 1896
- 1897 : Discours prononcés à la distribution des prix du concours général des lycées et collèges, le… 30 juillet 1897, à la Sorbonne, par M. Édouard Petit et M. Alfred Rambaud (ministre de l'Instruction publique), éditions A. Picard et Kaan, 1897
- 1897 : Anthologie des instituteurs-poètes : notices biographiques et morceaux choisis Martial Besson, Michel Abadie, éditions Bibliothèque de l'association, 1897
- 1897 : Rapport sur l'éducation populaire en 1896-1897 adressé à M. Alfred Rambaud, ministre de l'instruction publique et des beaux-arts, éditions imprimerie nationale 1897
- 1898 : L'assistance interscolaire dans une école normale, 1898
- 1898 : Chez les étudiants populaires, 1898
- 1899 : Ministère de l'instruction publique et des beaux-arts. Rapport sur l'éducation populaire en 1898-1899, adressé à M. Georges Leygues, ministre de l'instruction publique et des beaux-arts, éditions Imprimerie nationale, 1899

### XXesiècle
- 1900 : Congrès international de l'enseignement primaire du 2 au 5 août 1900 à la Sorbonne, par Édouard Petit, Émilien Cazes, Jules Payot, Paul Strauss, Jean-Cyrille Cavé, A. Lacabe,… Document administratif de l'Éducation nationale, 1900
- 1901 : Lectures choisies d'auteurs français, morale et récitation à l'usage de l'enseignement primaire, par Jean-Baptiste-Aristide Martin, Alcide Lemoine et Édouard Petit, 1901
- 1903 : Rapport sur l'éducation populaire en 1902-1903, éditions Imprimerie Nationale, 1903
- 1904 : Jean Macé et la Ligue française de l'enseignement, éditions Librairie Aristide Quillet, 1904
- 1904 : Jean Lavenir : éducation du sentiment, science et progrès pratiques, vie sociale, mutualité, solidarité, livre de lectures courantes, cours moyen et supérieur, cours d'adultes, par Édouard Petit et Georges Lamy, éditions A. Picard et Kaan, 1904
- 1905 : Les œuvres post-scolaires : éducation populaire et sociale Godefroy Ratton, éditions l'Avenir de la Mutualité, 1905
- 1906 : Poésie choisies, par Eugène Manuel et Édouard Petit, éditions Librairie de d'Éducation Nationale, 1906
- 1909 : Histoire populaire de Léon Gambetta, par Paul Brulat et Édouard Petit, éditions P. Paclot, 1909
- 1910 : De l'école à la cité : études sur l'éducation populaire, éditions F. Alcan, 1910
- 1913 : Histoire universelle illustrée des Pays et des Peuples. (Histoire de la formation de la Terre - Évolution des races et des nations - Histoire de la civilisation et du progrès) sous la direction de Édouard Petit, éditions Quillet, 1913
- 1915 : Lyon et les œuvres de guerre, éditions La Revue, juillet 1915
- 1916 : De l'école à la guerre, éditions F. Alcan, 1916
- 1917 : De l'école à la nation pendant la guerre, éditions F. Alcan, 1917
- 1917 : Tambour, professeur de civisme, par H. Rosnet et Édouard Petit, Journal des Instituteurs, 1917
- 1924 : (Post-mortem) Encyclopédie Universelle Illustrée Quillet, éditeur Quillet. 1913-1924. Ensemble complet en 8 gros volumes in-4 (29x23 cm). Sous la direction de monsieur Édouard Petit